# Variabelseparation
Variabelseparation, eller Fouriers metod, är ett sätt att lösa partiella differentialekvationer.
Grundidén är att man antar att en funktion av flera variabler i själva verket är en produkt av funktioner i en variabel, varefter man kan bryta upp sin ursprungliga ekvation i flera mindre delar. Dessa mindre delar kommer sedan ge upphov till Fourierserier.

## Exempel
En homogen vågekvation i en rumsvariabel skrivs:
{\displaystyle {\frac {\partial ^{2}u}{\partial t^{2}}}=k^{2}{\frac {\partial ^{2}u}{\partial x^{2}}}}
För att lösa detta med Fouriers metod ansätts att
{\displaystyle u(x,t)=X(x)T(t)\,}
Sätter man in detta i den ursprungliga ekvationen fås
{\displaystyle X(x)T''(t)=k^{2}X''(x)T(t)\,}
Om man stuvar om lite kommer man så till
{\displaystyle {\frac {X(x)}{X''(x)}}=k^{2}{\frac {T(t)}{T''(t)}}\,}
Här beror vänsterledet endast på x, och högerledet endast på t, så i själva verket kan ingendera bero på någonting, och båda leden är konstanta.
För att fortsätta ansätter man en sådan konstant, ofta kallad λ, och får så differentialekvationer i en variabel att lösa. Dessa faller dock närmast under Sturm-Liouvilles sats.
Det bör poängteras att det inte är självklart att denna metod kommer röna framgång i det enskilda fallet; differentialekvationen kan vara av sådan art att det är omöjligt att använda Fouriers metod. Dessutom finns det krav på randvärdena, men dessa går oftast att kringgå på olika sätt.

## Programvara
Xcas: split((x+1)*(y-2),[x,y]) = [x+1,y-2]

## Artificiell intelligens
Microsoft Copilot och ChatGPT gör det.